# テアイテトス (数学者)
アテネのテアイテトス（ギリシャ語: Θεαίτητος; 紀元前約417年 – 約369年）は、おそらくアテネのスーニオン区のエウプロニオスの息子であり、ギリシアの数学者。主な貢献は、ユークリッドの『原論』の第5巻に含まれている無理数の長さに対するもので、正凸多面体が5つであることを証明した。ソクラテスとプラトンの友人であり、プラトンの『テアイテトス』の中心人物である。
テアイテトスは、プラトンと同様にギリシアの数学者キュレネのテオドロスの学生であった。キュレネは北アフリカ沿岸の繁栄したギリシアの植民地であり、現在はリビア領内のシドラ湾に位置する。テオドロスは通約できない量に関する理論を探究しており、テアイテトスはこれらの研究を熱を持って続けた。具体的には、彼は平方根として表現される方法にしたがって、さまざまな形式の無理数を分類した。この理論はユークリッドの『原論』の第5巻で詳しく説明されている。
テアイテトスは、実際にアテネの先住民であった数少ないギリシアの数学者の1人であった。古代ギリシアの数学者のほとんどは、イオニア沿岸、黒海、地中海沿岸全体に点在する多くのギリシアの都市出身であった。
鼻の獅子鼻さと目の膨らみの点でソクラテスと似ていた。このことと我々が彼について知っていることのほとんどはプラトン由来であり、プラトンは彼の名前の付いた『テアイテトス』という対話篇を書いている。紀元前369年に発生したと推定されるコリントスでのアテネの戦いで戦った後に帰宅中に傷と赤痢で死去したようである。一部の学者はコリントスの他の戦いである紀元前391年を死去した年と主張している
月のクレーターテアイテトスはこの人物にちなむ。